# 장바티스트 베르티에
장바티스트 베르티에(Jean-Baptiste Berthier, 1721년~1804년)는 루이 15세와 루이 16세 통치 기간 동안 프랑스 지형 공병대에서 복무한 장교(중령)였다.

## 생애

### 어린 시절
장바티스트 베르티에는 1721년 1월 6일 프랑스 왕국의 토네르에서 태어났다.

### 경력
야전 원수 샤를 루이 오귀스트 푸케 드 벨릴의 주목을 받은 후, 그는 파리의 몇몇 주요 공공 건물, 특히 베르사유궁의 전쟁, 해군 및 외무부 건물의 건설 감독관으로 임명되었다.
1758년, 그는 루이 15세의 군사 측량 책임자가 되었으며, 이 직책은 루이 16세에게도 유지되어 왕실 사냥터의 유명한 지형도를 제작했다.

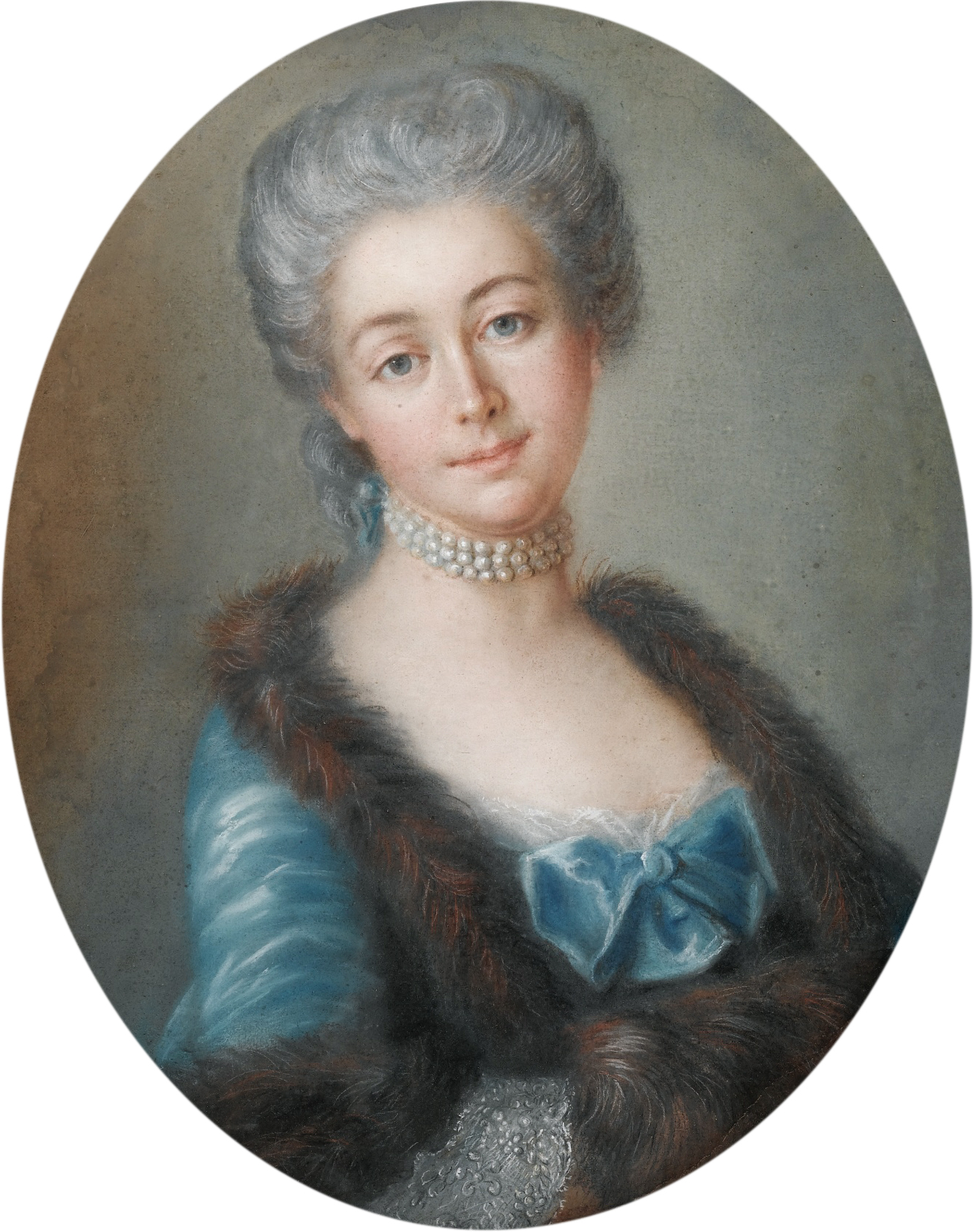
마리 프랑수아즈 뤼이에 드 라 세르

### 개인 생활
그는 1746년에 첫 번째 부인 마리 프랑수아즈 뤼이에 드 라 세르와 결혼했다. 그들은 다섯 명의 자녀를 두었다. 다섯 자녀 중 가장 나이가 많은 루이 알렉상드르 베르티에(1753년생)는 프랑스 육군원수가 되었고, 나머지 세 아들도 프랑스군에서 복무했다. 샤를(1760년생)은 북미에서, 세자르(1765년생)와 빅토르-레오폴(1770년생)은 나폴레옹 전쟁 중에 장군이 되었다. 그의 유일한 딸은 오제랑빌 부인으로만 기억된다.
미망인이 된 그는 프랑수아즈 셰롱과 재혼했다. 그들은 아들 알렉상드르 조제프 베르티에(1792년-1849년)를 두었는데, 그는 사촌 테레즈 레오폴딘 베르티에(1806년-1882년)와 결혼하여 후손을 두었으나 1949년에 단절된 바그람 자작 베르티에 가문이 되었다.

### 사망
그는 1804년 5월 21일 프랑스 파리에서 뇌졸중으로 사망했다.

## 출전
- Watson, S.J., By Command of the Emperor: A Life of Marshal Berthier, The Bodley Head, London, 1957
- Junot Abrantès, Laure, Memoirs of Napoleon, His Court and Family, R. Bentley, London, 1836

틀:Authority control (arts)